# Манастир Грлиште
Манастир Грлиште или манастир Светих апостола Петра и Павла у Грлишту, смештен је у питомој котлини. Налази се на самој обали језера у селу Грлишту удаљеном 14 km од Зајечара. У народу познат као Грлиштански манастир. Манастир је једини који постоји у Србији, а који није канонски оријентисан. У њему се налазе прастаре иконе израђене на дрвету, за које се верује да су чудотворне. 
Манастир Грлиште припада епархији тимочкој Српске православне цркве. Свеукупни историјски и културни значај манастира Св. Апостола Петра и Павла, који се налази недалеко од села Грлишта на ободу истоименог језера, је велики. Сви писани подаци о овом крају говоре о битним догађањима који су управо везани за овај манастир односно парохијску цркву. Почев од натписа из 12. века и 14. века који је пронађен код манастира, па касније, договор у њему о дизању устанка против Турака у овим крајевима из 1805. године, између кнеза Милисава, попа Радосава и извесног Ивка из Кривог Вира, па све до података да је у манастирском конаку до 1876. године била и школа за децу из целе околине. Овај манастир био је и средиште духовног живота целог краја и у њему су се, поред свакодневних служби, обављала крштења и венчања мештана и људи из ових крајева па чак и Зајечараца све док Зајечар није добио своју цркву. Знамо да је овај манастир, устројен у општежићу, имао пет монахиња све до 1967. године са духовником руским свештеником Порфиријем Борисенком. Касније се манастирски живот гаси. Манастирска црква посвећена Св. Апостолима Петру и Павлу је од тврдог материјала скромних димензија, са припратом, пространим тремом и помоћном просторијом. Данашњи звоник је из 1885. године са два звона и потребна му је грађевинска реконструкција због попуштања камене основе и труљења дрвених стубова. Манастирски конак и поред повремених поправки, данас је у врло лошем стању, и потребна је потпуна реконструкција и обнова. Иза манастирске цркве са северне стране налази се монашко и свештеничко гробље саслужитеља овог светог манастира (око 30 гробова са нешто мање надгробних споменика) које је веома старо. Ограда око манастирског комплекса је од камена и делимично је урушена. Радови на обнови манастирског комплекса отпочели су благословом Његовог Преосвештенства Епископа тимочког Господина Јустина.

## Прошлост
Историјски и културни значај манастира је велики. Сви писани подаци о овом крају говоре о битним догађањима који су везани за манастир и парохијску цркву.
Настанак манастира везује се за период од 12. до 14. века.
До изградње цркве у Зајечару, манастир је био једина мирска црква, духовно средиште и црквени центар за читав регијом између Тупижнице и Ртња, Црног и Белог Тимока.
У књигама које су се водиле у манастиру, уписивана су рођења, крштења, венчања и упокојења за готово сва насеља у сливовима оба Тимока.
У манастирском манастирском конаку до 1876. године постојала је школа за децу из целе околине.

## Изгед и грађа
Манастир је сазидан зидан од тврдог материјала. Саграђен је у готском стилу.
Висок је 4,5 метара без кубета које је висине 2,5 метара. Широк је 4,5 и дуг 13,5 метара. Скромних је димензија, са припратом, пространим тремом и помоћном просторијом. Звоник потиче из 1885. године и има два звона.
Иза манастирске цркве са северне стране налази се монашко и свештеничко гробље саслужитеља манастира. Гробље има 30 гробова са нешто мање надгробних споменика и веома је старо.
Ограда око манастирског комплекса је од камена.
До српско-турског рата постојао је стари иконостас од дрвета. Након што је манастир спаљен, остало је само осам икона. Тачно доба икона, није познато.
Ове иконе представљају енигму. Помињу у књизи „100 година Тимочке епархије” из 1931. године и од тада им се губи сваки траг. Осамдесетих година 20. века иконе су украдене. Пронађене су у Мађарској и враћене манастиру.

## Обнова
Радови на обнови манастирског комплекса отпочели су благословом Његовог Преосвештенства Епископа тимочког Господина Јустина, у периоду од 1993. до 2014. године.
Обављени су следећи радови :
- Проширен је и насипан пут до самог манастира са паркингом и окретницом.
- Доведена је здрава, пијаћа вода из тупижничког водовода са даљине од 200 метара, урађена шахта са водомером и чесмом у непосредној близини конака.
- Доведена је струја са високонапонског далековода и постављен трафо од 10 киловата у манастирском комплексу.
- Манастир је окречен споља и изнутра и префарбана је столарија.
- Звона су реконструисана и учвршћена.
- Урађен је нови горионик за паљење свећа од поцинкованог лима у два нивоа.
- Бетонирана је помоћна просторија, обезбеђени су прозори прикладним решеткама, богослужбене књиге су укоричене

## Архијерејска Литургија
Преосвећени Епископ тимочки господин Иларион, 29. априлa 2017. године, служио је свету архијерејску Литургију у храму Светих апостола Петра и Павла у манастиру Грлиште.

## Веровања
Верује се да су ове иконе најстарије на подручју Источне Србије. Чувају се далеко од очију јавности.
Пре неколико година, стручњацима зајечарског музеја забрањено да их виде, иако су добили благослов српског патријарха Павла.
У близини манастира налази се извор лековите воде.